# Паунд (містечко, Вісконсин)
Паунд (англ. Pound) — місто (англ. town) в США, в окрузі Марінетт штату Вісконсин. Населення — 1412 особи (2020).

## Демографія
Згідно з переписом 2010 року, у місті мешкало 1425 осіб у 566 домогосподарствах у складі 410 родин. Було 628 помешкань
Расовий склад населення:
| - 97,7 % — білих - 0,6 % — корінних американців - 0,4 % — азіатів - 0,1 % — чорних або афроамериканців - 1,2 % — осіб інших рас |

До двох чи більше рас належало 0,1 %. Частка іспаномовних становила 1,3 % від усіх жителів.
За віковим діапазоном населення розподілялося таким чином: 24,3 % — особи молодші 18 років, 60,3 % — особи у віці 18—64 років, 15,4 % — особи у віці 65 років та старші. Медіана віку мешканця становила 41,8 року. На 100 осіб жіночої статі у місті припадало 103,6 чоловіків;  на 100 жінок у віці від 18 років та старших — 104,7 чоловіків також старших 18 років.
Середній дохід на одне домашнє господарство  становив 56 201 долар США (медіана — 45 000), а середній дохід на одну сім'ю — 66 949 доларів (медіана — 54 200). Медіана доходів становила 46 908 доларів для чоловіків та 35 357 доларів для жінок. За межею бідності перебувало 7,7 % осіб, у тому числі 7,3 % дітей у віці до 18 років та 5,8 % осіб у віці 65 років та старших.
Цивільне працевлаштоване населення становило 730 осіб. Основні галузі зайнятості: виробництво — 22,2 %, освіта, охорона здоров'я та соціальна допомога — 17,0 %, будівництво — 13,8 %, сільське господарство, лісництво, риболовля — 11,2 %.